# Roye (Alt Saona)
Roye és un municipi francès situat al departament de l'Alt Saona i a la regió de Borgonya - Franc Comtat. L'any 2007 tenia 1.235 habitants.

## Demografia

### Població
El 2007 la població de fet de Roye era de 1.235 persones. Hi havia 471 famílies, de les quals 98 eren unipersonals (53 homes vivint sols i 45 dones vivint soles), 150 parelles sense fills, 166 parelles amb fills i 57 famílies monoparentals amb fills.
La població ha evolucionat segons el següent gràfic:
Habitants censats

### Habitatges
El 2007 hi havia 495 habitatges, 465 eren l'habitatge principal de la família, 6 eren segones residències i 24 estaven desocupats. 456 eren cases i 38 eren apartaments. Dels 465 habitatges principals, 343 estaven ocupats pels seus propietaris, 114 estaven llogats i ocupats pels llogaters i 9 estaven cedits a títol gratuït; 2 tenien una cambra, 17 en tenien dues, 53 en tenien tres, 143 en tenien quatre i 250 en tenien cinc o més. 389 habitatges disposaven pel capbaix d'una plaça de pàrquing. A 210 habitatges hi havia un automòbil i a 227 n'hi havia dos o més.

### Piràmide de població
La piràmide de població per edats i sexe el 2009 era:
| Homes | Edats   | Dones |
| ----- | ------- | ----- |
| 0     | 95 o +  | 0     |
| 0     | 90 a 94 | 0     |
| 4     | 85 a 89 | 4     |
| 8     | 80 a 84 | 28    |
| 12    | 75 a 79 | 12    |
| 24    | 70 a 74 | 8     |
| 28    | 65 a 69 | 24    |
| 24    | 60 a 64 | 40    |
| 24    | 55 a 59 | 20    |
| 52    | 50 a 54 | 64    |
| 36    | 45 a 49 | 40    |
| 32    | 40 a 44 | 48    |
| 64    | 35 a 39 | 32    |
| 20    | 30 a 34 | 32    |
| 40    | 25 a 29 | 44    |
| 20    | 20 a 24 | 36    |
| 48    | 15 a 19 | 24    |
| 24    | 10 a 14 | 36    |
| 68    | 5 a 9   | 36    |
| 32    | 0 a 4   | 40    |

## Economia
El 2007 la població en edat de treballar era de 786 persones, 538 eren actives i 248 eren inactives. De les 538 persones actives 488 estaven ocupades (262 homes i 226 dones) i 50 estaven aturades (20 homes i 30 dones). De les 248 persones inactives 77 estaven jubilades, 60 estaven estudiant i 111 estaven classificades com a «altres inactius».

### Ingressos
El 2009 a Roye hi havia 493 unitats fiscals que integraven 1.250 persones, la mediana anual d'ingressos fiscals per persona era de 17.053 €.

### Activitats econòmiques
Dels 48 establiments que hi havia el 2007, 1 era d'una empresa extractiva, 5 d'empreses de fabricació d'altres productes industrials, 10 d'empreses de construcció, 12 d'empreses de comerç i reparació d'automòbils, 1 d'una empresa de transport, 3 d'empreses d'hostatgeria i restauració, 1 d'una empresa financera, 2 d'empreses immobiliàries, 3 d'empreses de serveis, 7 d'entitats de l'administració pública i 3 d'empreses classificades com a «altres activitats de serveis».
Dels 13 establiments de servei als particulars que hi havia el 2009, 2 eren tallers de reparació d'automòbils i de material agrícola, 3 paletes, 1 lampisteria, 2 electricistes, 2 empreses de construcció i 3 restaurants.
Dels 2 establiments comercials que hi havia el 2009, 1 era una botiga de menys de 120 m² i 1 una peixateria.
L'any 2000 a Roye hi havia 10 explotacions agrícoles que ocupaven un total de 276 hectàrees.

## Equipaments sanitaris i escolars
L'únic equipament sanitari que hi havia el 2009 era una farmàcia.
El 2009 hi havia una escola elemental.

## Poblacions més properes
El següent diagrama mostra les poblacions més properes.